# Pekinger Platz

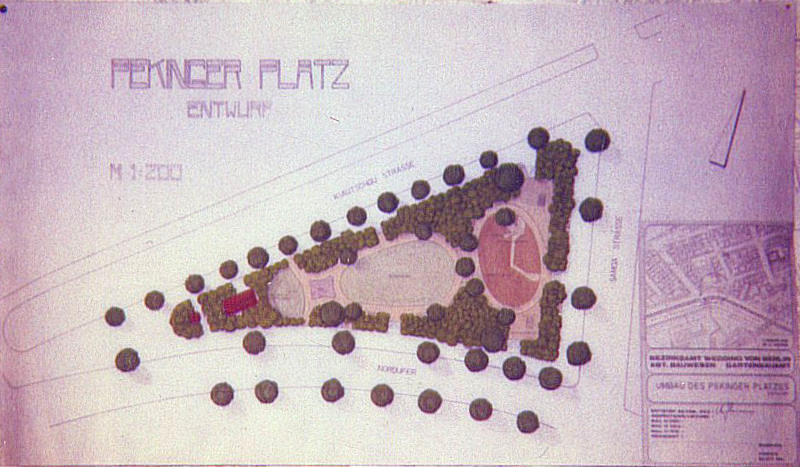
Entwurf von 1985

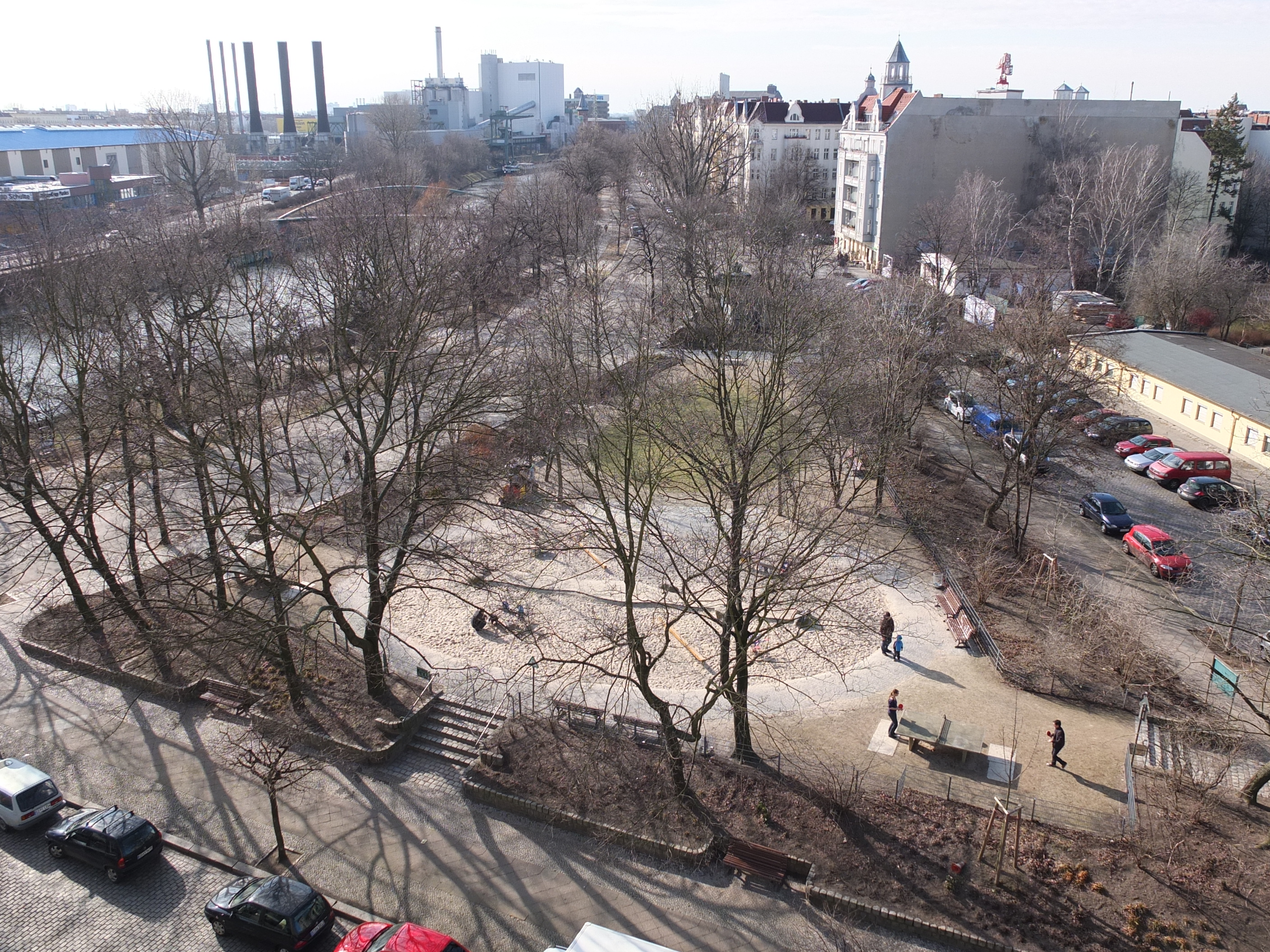
Platzanlage von oben

Der Pekinger Platz im Berliner Ortsteil Wedding des Bezirks Mitte ist eine kleine Grünanlage, die bei der Bebauung des neuen Wohnviertels zum Ende des 19. Jahrhunderts entstand. Auf ihm wurde 1890 eine Männerbedürfnisanstalt errichtet, deren Typ als „Café Achteck“ bekannt und mittlerweile als Baudenkmal geschützt ist.

## Lage und Namensgebung
Bei der Aufteilung des Stadtgebietes nach einem Block-Raster im Rahmen des Hobrecht-Plans im Jahr 1862 blieben kleine Restflächen übrig, die für eine Bebauung zu klein waren. So entstand unter anderem der fast dreieckige Pekinger Platz zwischen Nordufer, Torf-, Samoa- und Kiautschoustraße am Berlin-Spandauer Schifffahrtskanal. Auf dem Stadtplan von 1906 ist der kleine Platz bereits eingetragen. Westlich von ihm führte die Torfstraßenbrücke (heute Torfstraßensteg) über den Kanal.
Am Pekinger Platz führt der am Ende des 20. Jahrhunderts eingerichtete Fern-Radweg Berlin–Kopenhagen vorbei.
Die am 13. September 1905 durch die kaiserliche Stadtverwaltung vorgenommene Namensvergabe nach der chinesischen Hauptstadt Peking erinnert an die militärische Besetzung Pekings bei der Niederschlagung des Boxeraufstands im Herbst 1900 durch Truppen der Großmächte unter Führung des deutschen Generalfeldmarschalls Alfred von Waldersee.

## Platzgestaltungen

### Erstanlage
Der erste nachgewiesene Plan zur gärtnerischen Gestaltung stammt von Hermann Mächtig aus dem Jahr 1909. Er wurde jedoch nicht realisiert. 1913 erhielt das Areal erstmals Spielplätze und Grünanlagen nach Vorgaben des Gartenbaumeisters Albert Brodersen.

### Neugestaltungen 1949 und 1985
Als am Ende des Zweiten Weltkriegs viele der umliegenden Häuser durch Bombardements und Straßenkämpfe zerstört waren, diente der Pekinger Platz bis August 1949 als Zwischenlager für Trümmerschutt. Danach wurde er in einem Jugendnoteinsatz in seiner ursprünglichen Form wiederhergestellt, wobei die Ablagerungen teilweise eingearbeitet wurden und den Platz damit leicht erhöhten. Zum Abschluss erhielt er eine neue Begrünung nach Plänen von Günther Rieck.
Dieses innerstädtische Wohnquartier war mit Freiräumen unterversorgt, sodass eine Übernutzung die Folge war. Klagen über den verwahrlosten Zustand der Anlage wurden immer lauter. Es erfolgte daher 1985 eine grundlegende Neugestaltung des Platzes durch das Grünflächenamt Wedding, dessen Planer der Garten- und Landschaftsarchitekt Michael Hennemann war. Es wurden neue Sträucher und Bäume wie Pappeln oder Linden gepflanzt. Ein Rasenparterre und ein Rosenbeet, umgeben von Sitzbänken und Pflanzflächen, wurden zum Mittelpunkt des Platzes. Der westliche Bereich des Platzes erhielt zur räumlichen Abrundung ein weißes Rankgerüst mit Kletterrosen. Sein Schmuckplatz-Charakter wurde neu interpretiert und ein attraktiver Kinderspielplatz mit Wasserpumpe, Planschbecken und Sandspielbereichen integriert. Die Baukosten betrugen rund 260.000 Mark (kaufkraftbereinigt in heutiger Währung: rund 283.000 Euro).

### Umgestaltung 2011
Im Jahr 2009 wurde ein Wettbewerb zur Umgestaltung ausgeschrieben, den die Landschaftsplanerin Margret Benninghoff gewann. Benninghoff hatte zuvor schon den Sprengelpark neu gestaltet. Dem Siegerentwurf liegt ein komplexes Umgestaltungskonzept zugrunde, das die nahe beieinanderliegenden Weddinger Stadtplätze wie den Pekinger Platz, den neuen Sprengelpark und den Grünzug am Nordufer zu einer großen Freizeitfläche zusammenfasst. Dabei sind unter anderem eine Kleinkinder-Spielwiese, eine Skateanlage, ein Fitness-Parcours, ein chinesischer Pavillon sowie Ruhezonen für ältere Menschen vorgesehen. Die Randstraßen wurden verkehrsberuhigt oder vollständig für den öffentlichen Verkehr gesperrt. Die Finanzierung der Arbeiten erfolgte mit Fördermitteln aus dem Quartiersfonds. für 230.000 Euro wurde eine Treppe zum Nordufer, neue Sitzgelegenheiten, Fitnessgeräte und ein besser ausgestatteter Spielplatz realisiert. Park, Platz und Ufer sind damit zu einer grünen Einheit verbunden. Am 1. Juli 2011 wurde der neu gestaltete Platz durch Bezirksbürgermeister Christian Hanke offiziell eingeweiht.

## Nutzung und Randbebauung

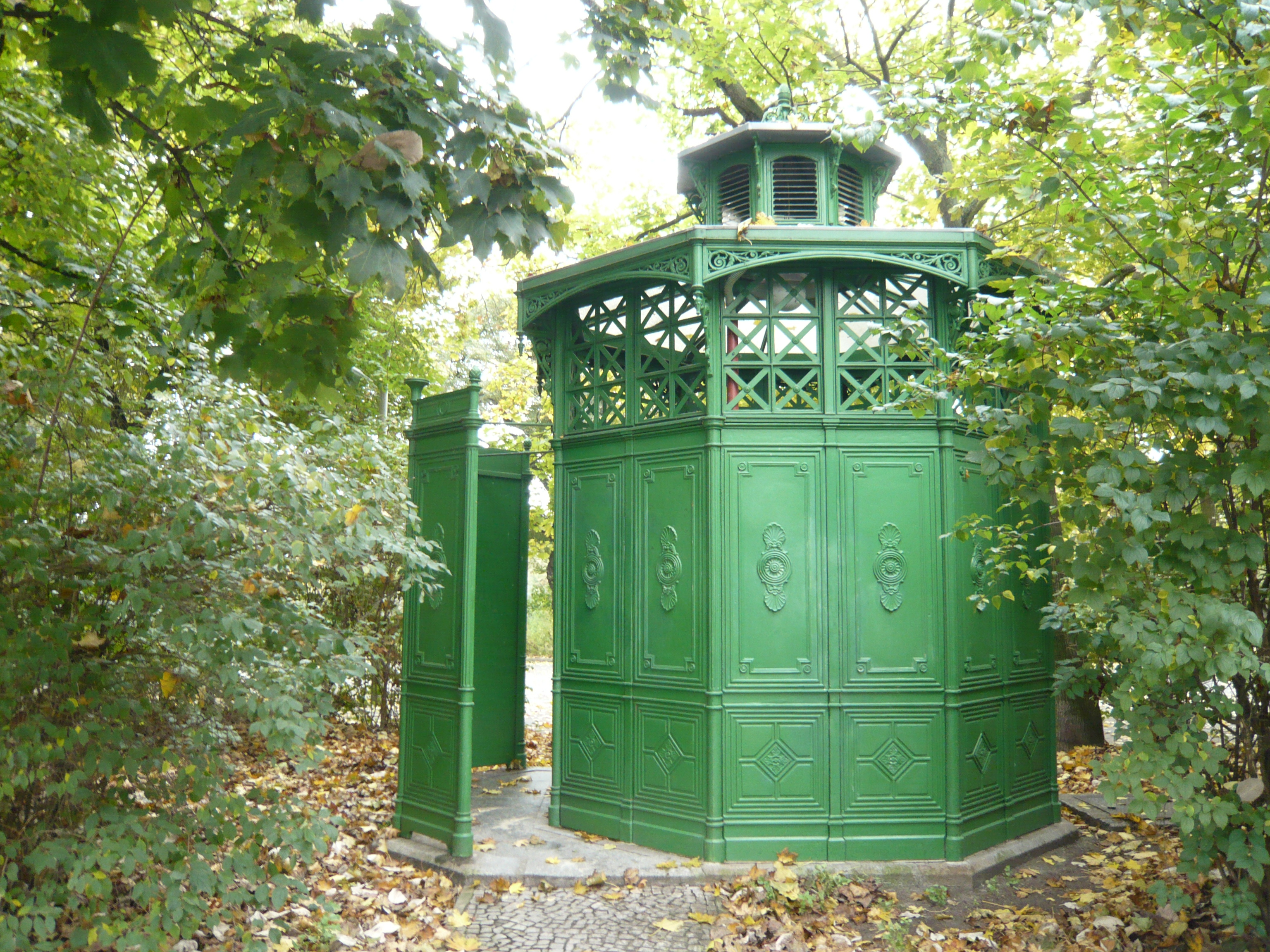
Bedürfnisanstalt „Café Achteck“

### Bedürfnisanstalt auf dem Platz
An der westlichen Spitze des Pekinger Platzes steht eines der wenigen noch erhaltenen Pissoirs, die ab 1877 als Typenentwurf vorlagen und seinerzeit in Berlin aufgestellt wurden. Es handelt sich um einen gusseisernen achteckigen Pavillon ohne Fenster, der im Berliner Volksmund „Café Achteck“ genannt wird und der den Männern für ihre Notdurft dient. Bei allen Umbauarbeiten des Platzes blieb diese Bedürfnisanstalt erhalten, die Innenausstattung wurde den jeweiligen Hygienestandards angepasst. Sie kann deshalb noch immer benutzt werden (Lage).

### Platzrandgebäude

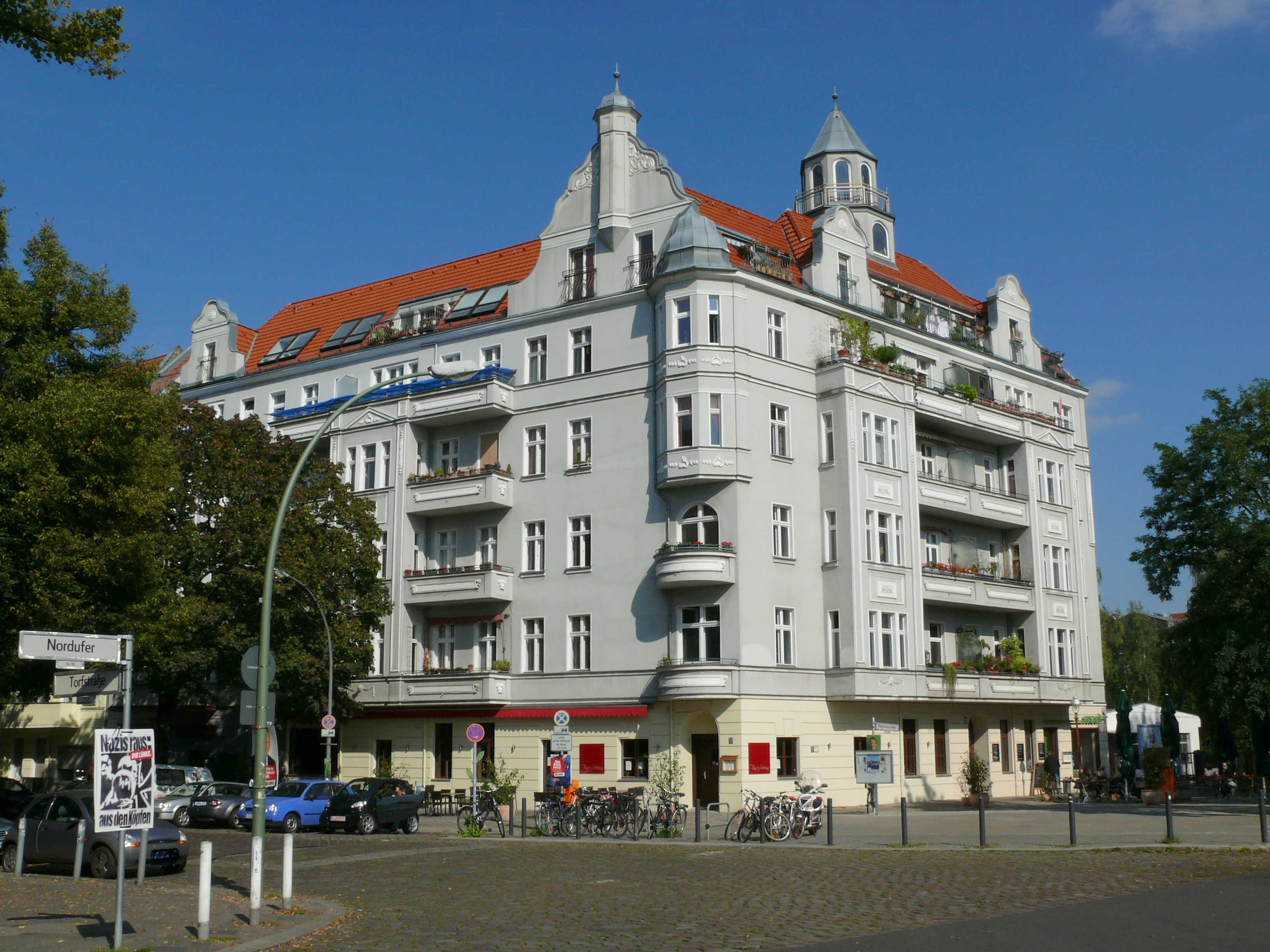
Blockrandbebauung Nordufer am Pekinger Platz

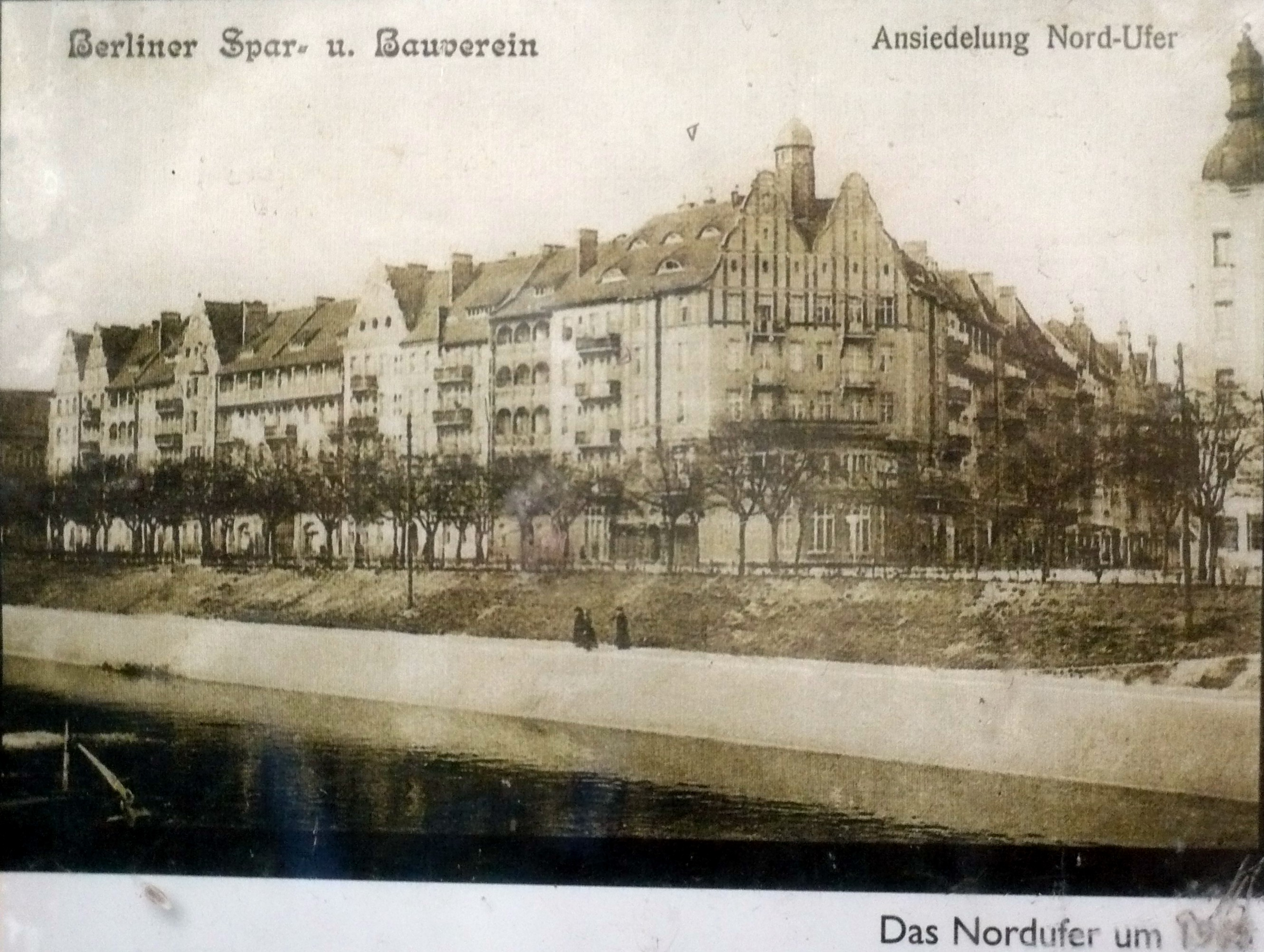
Historische Ansicht der Häuser am Nordufer neben dem Pekinger Platz

Die nördlich des Platzes vorhandenen Straßen sind mit vier- bis fünfgeschossigen Mietwohnhäusern bis zum Platz heran bebaut. Im Erdgeschoss boten und bieten Cafés und Restaurants Besuchern des Platzes oder Spaziergängern auf der Uferpromenade Verweilmöglichkeiten.

## Verkehrsanbindung
Der Pekinger Platz liegt in der Nähe des U-Bahnhofs Amrumer Straße, die Stationen der S-Bahn Westhafen und Wedding sind jeweils rund einen Kilometer entfernt.